# Elton (Derbyshire)
Elton è un villaggio e parrocchia civile dell'Inghilterra, appartenente alla contea del Derbyshire.